# 신진 랜드크루저 픽업
신진 랜드크루저 픽업은 신진자동차가 1967년에 생산한 트럭으로 토요타 랜드크루저 픽업을 기반으로 하였다. 1972년에 단종되었다.